# Liste de films français sortis en 2011
Listes de films français
- 2007
- 2008
- 2009
- 2010
- 2011
- 2012
- 2013
- 2014
- 2015

Liste non exhaustive de films français sortis en 2011.

## 2011
| Titre                          | Réalisateur                                      | Acteurs                                                       | Genre     |
| ------------------------------ | ------------------------------------------------ | ------------------------------------------------------------- | --------- |
| Intouchables                   | Olivier Nakache et Éric Toledano                 | François Cluzet, Omar Sy                                      |           |
| Rien à déclarer                | Dany Boon                                        | Dany Boon, Benoît Poelvoorde                                  |           |
| The Artist                     | Michel Hazanavicius                              | Jean Dujardin, Bérénice Bejo                                  |           |
| Polisse                        | Maïwenn                                          | Karin Viard, JoeyStarr, Marina Foïs, Maïwenn                  |           |
| Hollywoo                       | Frédéric Berthe et Pascal Serieis                | Florence Foresti, Jamel Debbouze                              |           |
| Les Femmes du 6e étage         | Philippe Le Guay                                 | Fabrice Luchini, Natalia Verbeke, Sandrine Kiberlain          |           |
| Case départ                    | Lionel Steketee, Fabrice Éboué et Thomas N'Gijol | Fabrice Éboué, Thomas N'Gijol                                 |           |
| Un monstre à Paris             | Éric Bergeron                                    |                                                               | Animation |
| La Nouvelle Guerre des boutons | Christophe Barratier                             | Jean Texier                                                   |           |
| Les Tuche                      | Olivier Baroux                                   | Jean-Paul Rouve, Isabelle Nanty                               |           |
| L'Élève Ducobu                 | Philippe de Chauveron                            | Élie Semoun                                                   |           |
| La Guerre des boutons          | Yann Samuell                                     | Éric Elmosnino, Mathilde Seigner                              |           |
| Bienvenue à bord               | Éric Lavaine                                     | Franck Dubosc, Valérie Lemercier, Gérard Darmon               |           |
| La Fille du puisatier          | Daniel Auteuil                                   | Daniel Auteuil                                                |           |
| Largo Winch 2                  | Jérôme Salle                                     | Tomer Sisley, Sharon Stone                                    |           |
| Titeuf, le film                | Zep                                              | Donald Reignoux, Jean Rochefort, Zabou Breitman, Maria Pacôme |           |
| Le Fils à Jo                   | Philippe Guillard                                | Gérard Lanvin                                                 |           |
| Les Lyonnais                   | Olivier Marchal                                  | Gerard Lanvin, Tchéky Karyo                                   |           |
| La Chance de ma vie            | Nicolas Cuche                                    | Virginie Efira, François-Xavier Demaison                      |           |
| Ma part du gâteau              | Cédric Klapisch                                  | Karin Viard, Gilles Lellouche                                 |           |
| Pater                          | Alain Cavalier                                   | Vincent Lindon                                                |           |
| Tomboy                         | Céline Sciamma                                   |                                                               |           |
| Les Neiges du Kilimandjaro     | Robert Guédiguian                                | Ariane Ascaride, Jean-Pierre Darroussin                       |           |